# Chengta, Chincholi
Chengta là một làng thuộc tehsil Chincholi, huyện Gulbarga, bang Karnataka, Ấn Độ.